# Nacotchtank
Nacotchtank (Nacotchtanke), pleme Algonquian Indijanaca koje je u rano kolonijalno (rano 17 stoljeće) doba obitavalo na području gdje se sastaju Potomac i Anacostia, vjerojatno na mjestu današnjeg Bolling Air Force Base, blizu Catholic University-ja, Washington, DC. Nanchotank (Nacotchtank) Indijanci bili su poluagrikulturno pleme, a znatan dio hrane potjecao je od ribolova na kristalno-bistrim vodama rijeke Anacostia.
Prema kapetanu John Smithu, koji ih posjećuje 1608. pleme je moglo imati oko 80 ratnika. Arheolog Stephen R. Potter, njihovo glavno naselje imalo je dominaciju nad još 4 druga sela u području Potomaca, jedno se nalazilo na mjestu sadašnjeg Arlingtona, druga dva blizu sadašnje Alexandrie i jedno na obali uz granicu Marylanda i DC., uzvodno od velikog mosta Woodrow Wilson Bridge. Lovno područje, prema arheolozima, nalazilo se na mjestu današnjeg Catholic University-ja.
Živjeli su od lova, ribolova i uzgoja kukuruza, a pripadali su plemenskoj konfederaciji Conoy.

## Vanjske poveznice
- A Northeast Neighborhood by the Anacostia River  Arhivirana inačica izvorne stranice od 28. rujna 2007. (Wayback Machine)
- Ward 7 History